# Panorama de la place Saint-Marc pris d'un bateau
Panorama de la place Saint-Marc pris d'un bateau je francouzský němý film z roku 1897. Režisérem je Alexandre Promio (1868–1928). Natáčení probíhalo v Benátkách 25. října 1896. Jedná se o jeden z prvních filmů, které byly natočeny za pohybu. Snímek vznikl pravděpodobně krátce po natočení snímku Panorama du grand Canal pris d'un bateau.

## Děj
Film z gondoly zachycuje náměstí Svatého Marka v Benátkách. Vepředu jsou vidět další gondoly.